# Liste von Motorenabnehmern von De Dion-Bouton
Diese Liste von Motorenabnehmern von De Dion-Bouton führt Automarken auf, die Motoren des französischen Herstellers De Dion-Bouton verwendeten. In der Regel handelte es sich um Ottomotoren und dabei oftmals um den De-Dion-Bouton-Einzylindermotor.

## Liste
Eine Quelle schätzt vorsichtig, dass es 140 Marken mit De-Dion-Bouton-Motoren gab. Die folgende Tabelle listet mehr als 240 Marken auf.
| Marke                   | Staat                  | Quelle                                                                                     |
| ----------------------- | ---------------------- | ------------------------------------------------------------------------------------------ |
| Achilles                | Vereinigtes Königreich | Die Internationale Automobil-Enzyklopädie Kapitel Achilles (II)                            |
| Adler                   | Deutschland            | Die Internationale Automobil-Enzyklopädie Kapitel Adler (I)                                |
| Ailloud & Dumond        | Frankreich             | The Beaulieu Encyclopedia of the Automobile Seite 20                                       |
| Alberta                 | Belgien                | [ 4 ]                                                                                      |
| Albl                    | Österreich-Ungarn      | Die Internationale Automobil-Enzyklopädie Kapitel Albl                                     |
| Allard                  | Vereinigtes Königreich | The Beaulieu Encyclopedia of the Automobile Seite 34                                       |
| Alldays & Onions        | Vereinigtes Königreich | Die Internationale Automobil-Enzyklopädie Kapitel Alldays; Alldays & Onions                |
| Altena                  | Niederlande            | Die Internationale Automobil-Enzyklopädie Kapitel Altena                                   |
| American De Dion        | USA                    | Die Internationale Automobil-Enzyklopädie Kapitel American De Dion                         |
| Anglian                 | Vereinigtes Königreich | Die Internationale Automobil-Enzyklopädie Kapitel Anglian                                  |
| Ansermier               | Schweiz                | Die Internationale Automobil-Enzyklopädie Kapitel Ansermier                                |
| Arbee                   | Vereinigtes Königreich | [ 5 ]                                                                                      |
| Argyll                  | Vereinigtes Königreich | Die Internationale Automobil-Enzyklopädie Kapitel Argyll (I)                               |
| Ariel                   | Vereinigtes Königreich | Die Internationale Automobil-Enzyklopädie Kapitel Ariel (II)                               |
| Äskulap                 | Deutschland            | Die Internationale Automobil-Enzyklopädie Kapitel Äskulap                                  |
| Astahl                  | Frankreich             | The Beaulieu Encyclopedia of the Automobile Seite 82                                       |
| Atlas                   | Frankreich             | Die Internationale Automobil-Enzyklopädie Kapitel Prunel                                   |
| Australis               | Australien             | Die Internationale Automobil-Enzyklopädie Kapitel Australis                                |
| Automoto                | Frankreich             | [ 6 ]                                                                                      |
| Automotor               | USA                    | Die Internationale Automobil-Enzyklopädie Kapitel Automotor (II)                           |
| Bailey & Lambert        | Vereinigtes Königreich | Die Internationale Automobil-Enzyklopädie Kapitel Bailey-Lambert                           |
| Bailleau                | Frankreich             | The Beaulieu Encyclopedia of the Automobile Seite 127                                      |
| Barré                   | Frankreich             | The Beaulieu Encyclopedia of the Automobile Seite 133                                      |
| Baudier                 | Frankreich             | Die Internationale Automobil-Enzyklopädie Kapitel Baudier                                  |
| Beckmann                | Deutschland            | Die Internationale Automobil-Enzyklopädie Kapitel Beckmann                                 |
| Beeston                 | Vereinigtes Königreich | Die Internationale Automobil-Enzyklopädie Kapitel Beeston; Beeston Humber                  |
| Bégot & Cail            | Frankreich             | Die Internationale Automobil-Enzyklopädie Kapitel Bégot-Mazurié                            |
| Belle                   | Vereinigtes Königreich | [ 5 ]                                                                                      |
| Bender & Martiny        | Italien                | Die Internationale Automobil-Enzyklopädie Kapitel Bender & Martiny                         |
| Bertrand                | Frankreich             | Die Internationale Automobil-Enzyklopädie Kapitel Bertrand                                 |
| Bianchi                 | Italien                | Die Internationale Automobil-Enzyklopädie Kapitel Bianchi                                  |
| Billings                | Vereinigtes Königreich | Die Internationale Automobil-Enzyklopädie Kapitel Billings (I)                             |
| Bohrer                  | Österreich-Ungarn      | Die Internationale Automobil-Enzyklopädie Kapitel Bohrer                                   |
| Bolide                  | Frankreich             | Die Internationale Automobil-Enzyklopädie Kapitel Bolide (I)                               |
| Bonneville              | Frankreich             | Die Internationale Automobil-Enzyklopädie Kapitel Bonneville                               |
| Borittier               | Frankreich             | The Beaulieu Encyclopedia of the Automobile Seite 183                                      |
| Boursaud                | Frankreich             | Die Internationale Automobil-Enzyklopädie Kapitel Boursaud                                 |
| Bowen                   | Vereinigtes Königreich | [ 5 ]                                                                                      |
| Boyer                   | Frankreich             | Die Internationale Automobil-Enzyklopädie Kapitel Boyer                                    |
| Bozier                  | Frankreich             | Die Internationale Automobil-Enzyklopädie Kapitel Bozier                                   |
| Braun                   | Österreich-Ungarn      | Die Internationale Automobil-Enzyklopädie Kapitel Braun (II)                               |
| Brierre                 | Frankreich             | Die Internationale Automobil-Enzyklopädie Kapitel Brièrre                                  |
| Brough                  | Vereinigtes Königreich | Die Internationale Automobil-Enzyklopädie Kapitel Brough                                   |
| Brown                   | Vereinigtes Königreich | Die Internationale Automobil-Enzyklopädie Kapitel Brown (II); Brown-Whitney                |
| Buat                    | Frankreich             | Die Internationale Automobil-Enzyklopädie Kapitel Léon Buat; Buat                          |
| Bullock                 | Australien             | Die Internationale Automobil-Enzyklopädie Kapitel Bullock (I)                              |
| Burgers                 | Niederlande            | Die Internationale Automobil-Enzyklopädie Kapitel Burgers                                  |
| Caledonian              | Vereinigtes Königreich | Die Internationale Automobil-Enzyklopädie Kapitel Caledonian                               |
| Canterbury              | Vereinigtes Königreich | Die Internationale Automobil-Enzyklopädie Kapitel Canterbury                               |
| Cavendish               | Vereinigtes Königreich | Die Internationale Automobil-Enzyklopädie Kapitel Cavendish                                |
| Centaur                 | Vereinigtes Königreich | [ 5 ]                                                                                      |
| Century                 | Vereinigtes Königreich | The Beaulieu Encyclopedia of the Automobile Seite 257                                      |
| Century Tourist         | USA                    | Die Internationale Automobil-Enzyklopädie Kapitel Century Tourist (II); Knickerbocker      |
| Champion                | Vereinigtes Königreich | Die Internationale Automobil-Enzyklopädie Kapitel Champion (I)                             |
| Champrobert             | Frankreich             | Die Internationale Automobil-Enzyklopädie Kapitel Champrobert                              |
| Chenu                   | Frankreich             | Die Internationale Automobil-Enzyklopädie Kapitel Chenu                                    |
| Clément                 | Frankreich             | Die Internationale Automobil-Enzyklopädie Kapitel Clément-Bayard                           |
| Cleveland Three-Wheeler | USA                    | [ 7 ]                                                                                      |
| Clyde                   | Vereinigtes Königreich | Die Internationale Automobil-Enzyklopädie Kapitel Clyde                                    |
| Colliot                 | Frankreich             | The Beaulieu Encyclopedia of the Automobile Seite 323                                      |
| Comiot                  | Frankreich             | [ 6 ]                                                                                      |
| Corre                   | Frankreich             | The Beaulieu Encyclopedia of the Automobile Seite 851–853                                  |
| Corre-La Licorne        | Frankreich             | Die Internationale Automobil-Enzyklopädie Kapitel Corre-La Licorne                         |
| Covert                  | USA                    | Die Internationale Automobil-Enzyklopädie Kapitel Covert; Covert-Jackson; Chainless Covert |
| Cowey                   | Vereinigtes Königreich | Die Internationale Automobil-Enzyklopädie Kapitel Cowey                                    |
| Créanche                | Frankreich             | Die Internationale Automobil-Enzyklopädie Kapitel Créanche                                 |
| Crespelle               | Frankreich             | The Beaulieu Encyclopedia of the Automobile Seite 347                                      |
| Crestmobile             | USA                    | Die Internationale Automobil-Enzyklopädie Kapitel Crest; Crestmobile                       |
| Crypto                  | Vereinigtes Königreich | Die Internationale Automobil-Enzyklopädie Kapitel Crypto                                   |
| Csonka                  | Österreich-Ungarn      | Die Internationale Automobil-Enzyklopädie Kapitel Csonka                                   |
| Cudell                  | Deutschland            | Die Internationale Automobil-Enzyklopädie Kapitel Cudell                                   |
| Dalgliesh-Gullane       | Vereinigtes Königreich | Die Internationale Automobil-Enzyklopädie Kapitel Dalgleish-Gullane                        |
| Darracq                 | Frankreich             | [ 8 ]                                                                                      |
| De Boisse               | Frankreich             | Die Internationale Automobil-Enzyklopädie Kapitel De Boisse                                |
| De Toerist              | Niederlande            | [ 9 ]                                                                                      |
| Decauville              | Frankreich             | Die Internationale Automobil-Enzyklopädie Kapitel Decauville                               |
| Déchamps                | Belgien                | [ 10 ]                                                                                     |
| Decoster                | Belgien                | Die Internationale Automobil-Enzyklopädie Kapitel Decoster                                 |
| Delage                  | Frankreich             | Die Internationale Automobil-Enzyklopädie Kapitel Delage                                   |
| Delaugère & Clayette    | Frankreich             | Die Internationale Automobil-Enzyklopädie Kapitel Delaugère; Delaugère-Clayette            |
| Delin                   | Belgien                | Die Internationale Automobil-Enzyklopädie Kapitel Delin                                    |
| Dennis                  | Vereinigtes Königreich | Die Internationale Automobil-Enzyklopädie Kapitel Dennis (I)                               |
| Dorey                   | Frankreich             | Die Internationale Automobil-Enzyklopädie Kapitel Dorey                                    |
| Dupressoir              | Frankreich             | Die Internationale Automobil-Enzyklopädie Kapitel Dupressoir                               |
| Eadie                   | Vereinigtes Königreich | Die Internationale Automobil-Enzyklopädie Kapitel Eadie                                    |
| Egg & Egli              | Schweiz                | Die Internationale Automobil-Enzyklopädie Kapitel Egg & Egli                               |
| Élan                    | Frankreich             | Die Internationale Automobil-Enzyklopädie Kapitel Elan                                     |
| Eldin & Lagier          | Frankreich             | Die Internationale Automobil-Enzyklopädie Kapitel Eldin et Lagier                          |
| Elswick                 | Vereinigtes Königreich | Die Internationale Automobil-Enzyklopädie Kapitel Elswick                                  |
| Empress                 | Frankreich             | Die Internationale Automobil-Enzyklopädie Kapitel Empress (II)                             |
| Esculape                | Frankreich             | Die Internationale Automobil-Enzyklopädie Kapitel Esculape                                 |
| Eureka                  | Frankreich             | Die Internationale Automobil-Enzyklopädie Kapitel Eureka (III)                             |
| Européenne              | Frankreich             | The Beaulieu Encyclopedia of the Automobile Seite 510                                      |
| Excelsior               | Vereinigtes Königreich | Die Internationale Automobil-Enzyklopädie Kapitel Escelsior (III)                          |
| Falke                   | Deutschland            | [ 11 ]                                                                                     |
| Frese                   | Russland               | Die Internationale Automobil-Enzyklopädie Kapitel Frésé                                    |
| Friswell                | Vereinigtes Königreich | Die Internationale Automobil-Enzyklopädie Kapitel Friswell                                 |
| Gallet et Itasse        | Frankreich             | Die Internationale Automobil-Enzyklopädie Kapitel Gallet et Itasse                         |
| Gamage                  | Vereinigtes Königreich | Die Internationale Automobil-Enzyklopädie Kapitel Gamage                                   |
| Gauthier                | Frankreich             | Die Internationale Automobil-Enzyklopädie Kapitel Gauthier                                 |
| Gautier                 | Frankreich             | Die Internationale Automobil-Enzyklopädie Kapitel Gautier                                  |
| Gladiator               | Frankreich             | [ 6 ]                                                                                      |
| Gottschalk              | Deutschland            | Die Internationale Automobil-Enzyklopädie Kapitel Gottschalk                               |
| Gräf                    | Österreich-Ungarn      | Die Internationale Automobil-Enzyklopädie Kapitel Gräf; Gräf & Stift                       |
| Grand National          | Vereinigtes Königreich | Die Internationale Automobil-Enzyklopädie Kapitel Grand National                           |
| Guédon                  | Frankreich             | Die Internationale Automobil-Enzyklopädie Kapitel Guedon                                   |
| Guerry et Bourguignon   | Frankreich             | Die Internationale Automobil-Enzyklopädie Kapitel Guerry & Bourguignon                     |
| Hansa                   | Deutschland            | Die Internationale Automobil-Enzyklopädie Kapitel Hansa (I); Hansa-Lloyd                   |
| Hanzer                  | Frankreich             | Die Internationale Automobil-Enzyklopädie Kapitel Hanzer                                   |
| Helbé                   | Frankreich             | Die Internationale Automobil-Enzyklopädie Kapitel Helbé                                    |
| Horbick                 | Vereinigtes Königreich | Die Internationale Automobil-Enzyklopädie Kapitel Horbick                                  |
| HP                      | Frankreich             | Die Internationale Automobil-Enzyklopädie Kapitel H.P. (I)                                 |
| HPS                     | Vereinigtes Königreich | Die Internationale Automobil-Enzyklopädie Kapitel H.P.S.                                   |
| Hudec                   | Österreich-Ungarn      | [ 12 ]                                                                                     |
| Hugot                   | Frankreich             | Die Internationale Automobil-Enzyklopädie Kapitel Hugot; Hugot-Pecto                       |
| Humber                  | Vereinigtes Königreich | Die Internationale Automobil-Enzyklopädie Kapitel Humber                                   |
| Humble                  | Australien             | The Beaulieu Encyclopedia of the Automobile Seite 736                                      |
| Hurtu                   | Frankreich             | Die Internationale Automobil-Enzyklopädie Kapitel Hurtu                                    |
| Hutton                  | Vereinigtes Königreich | Die Internationale Automobil-Enzyklopädie Kapitel Hutton; Hutton-Napier                    |
| Immermobil              | Deutschland            | Die Internationale Automobil-Enzyklopädie Kapitel Immermobil                               |
| Impetus                 | Frankreich             | Die Internationale Automobil-Enzyklopädie Kapitel Impetus                                  |
| Ivel                    | Vereinigtes Königreich | Die Internationale Automobil-Enzyklopädie Kapitel Ivel                                     |
| Jackson                 | Vereinigtes Königreich | Die Internationale Automobil-Enzyklopädie Kapitel Jackson (I)                              |
| Jansen                  | Niederlande            | The Beaulieu Encyclopedia of the Automobile Seite 784                                      |
| Jones-Corbin            | USA                    | Die Internationale Automobil-Enzyklopädie Kapitel Jones-Corbin                             |
| King                    | Vereinigtes Königreich | [ 5 ]                                                                                      |
| King & Bird             | Vereinigtes Königreich | The Beaulieu Encyclopedia of the Automobile Seite 825                                      |
| Knickerbocker           | USA                    | The Beaulieu Encyclopedia of the Automobile Seite 830                                      |
| Kölner Motorwagen       | Deutschland            | [ 13 ]                                                                                     |
| Korte                   | Vereinigtes Königreich | Die Internationale Automobil-Enzyklopädie Kapitel Korte                                    |
| Kriéger                 | Frankreich             | The Beaulieu Encyclopedia of the Automobile Seite 836                                      |
| L’Élégante              | Frankreich             | Die Internationale Automobil-Enzyklopädie Kapitel L’Élégante                               |
| La Diva                 | Frankreich             | Die Internationale Automobil-Enzyklopädie Kapitel La Diva                                  |
| La Fauvette             | Frankreich             | Die Internationale Automobil-Enzyklopädie Kapitel La Fauvette                              |
| La Nef                  | Frankreich             | Die Internationale Automobil-Enzyklopädie Kapitel La Nef                                   |
| La Plata                | Vereinigtes Königreich | Die Internationale Automobil-Enzyklopädie Kapitel La Plata                                 |
| La Va Bon Train         | Frankreich             | Die Internationale Automobil-Enzyklopädie Kapitel La Va Bon Train                          |
| Lacoste & Battmann      | Frankreich             | Die Internationale Automobil-Enzyklopädie Kapitel Lacoste et Battmann                      |
| Lagonda                 | Vereinigtes Königreich | Die Internationale Automobil-Enzyklopädie Kapitel Lagonda                                  |
| Lambert                 | Frankreich             | The Beaulieu Encyclopedia of the Automobile Seite 853                                      |
| Lancaster               | Vereinigtes Königreich | Die Internationale Automobil-Enzyklopädie Kapitel Lancaster                                |
| Le Métais               | Frankreich             | Die Internationale Automobil-Enzyklopädie Kapitel Le Métais                                |
| Leader                  | Niederlande            | Die Internationale Automobil-Enzyklopädie Kapitel Leader (II)                              |
| Legrand                 | Frankreich             | Die Internationale Automobil-Enzyklopädie Kapitel Legrand (I)                              |
| Leonard                 | Vereinigtes Königreich | Die Internationale Automobil-Enzyklopädie Kapitel Leonard                                  |
| Leutner                 | Russland               | Die Internationale Automobil-Enzyklopädie Kapitel Leitner                                  |
| Linon                   | Belgien                | Die Internationale Automobil-Enzyklopädie Kapitel Linon                                    |
| Loidis                  | Vereinigtes Königreich | The Beaulieu Encyclopedia of the Automobile Seite 918                                      |
| Lorenc                  | Belgien                | Die Internationale Automobil-Enzyklopädie Kapitel Lorenc                                   |
| Manon                   | Frankreich             | Die Internationale Automobil-Enzyklopädie Kapitel Manon                                    |
| Mans                    | Belgien                | [ 14 ]                                                                                     |
| Marie de Bagneux        | Frankreich             | Die Internationale Automobil-Enzyklopädie Kapitel Marie                                    |
| Marot-Gardon            | Frankreich             | [ 6 ]                                                                                      |
| Marriott                | Vereinigtes Königreich | Die Internationale Automobil-Enzyklopädie Kapitel Marriott                                 |
| Martin                  | Vereinigtes Königreich | Die Internationale Automobil-Enzyklopädie Kapitel Martin (I)                               |
| Mass                    | Frankreich             | The Beaulieu Encyclopedia of the Automobile Seite 970                                      |
| Massey-Harris           | Kanada                 | Die Internationale Automobil-Enzyklopädie Kapitel Massey-Harris; Massey-Ferguson           |
| Mayfair                 | Vereinigtes Königreich | Die Internationale Automobil-Enzyklopädie Kapitel Mayfair                                  |
| McLachlan               | Vereinigtes Königreich | [ 5 ]                                                                                      |
| Mendelssohn             | Frankreich             | Die Internationale Automobil-Enzyklopädie Kapitel Mendelssohn                              |
| Menon                   | Italien                | Die Internationale Automobil-Enzyklopädie Kapitel Menon                                    |
| Meteor                  | Belgien                | Die Internationale Automobil-Enzyklopädie Kapitel Météor (V)                               |
| Meteor                  | USA                    | Die Internationale Automobil-Enzyklopädie Kapitel Meteor (II)                              |
| Meteor                  | Vereinigtes Königreich | Die Internationale Automobil-Enzyklopädie Kapitel Meteor (IV)                              |
| Mignonette              | Frankreich             | Die Internationale Automobil-Enzyklopädie Kapitel Mignonette                               |
| Mignonette-Luap         | Frankreich             | Die Internationale Automobil-Enzyklopädie Kapitel Mignonette-Luap                          |
| Mildé                   | Frankreich             | Die Internationale Automobil-Enzyklopädie Kapitel Mildé; Mildé et Mondos; Mildé-Gaillardet |
| Mira                    | Frankreich             | Die Internationale Automobil-Enzyklopädie Kapitel Mira                                     |
| MMC                     | Vereinigtes Königreich | Die Internationale Automobil-Enzyklopädie Kapitel M.M.C.                                   |
| Mobile                  | Vereinigtes Königreich | Die Internationale Automobil-Enzyklopädie Kapitel Mobile (II)                              |
| Monnier                 | Frankreich             | Die Internationale Automobil-Enzyklopädie Kapitel Monnier                                  |
| Morel                   | Frankreich             | Die Internationale Automobil-Enzyklopädie Kapitel Morel                                    |
| Morisse                 | Frankreich             | Die Internationale Automobil-Enzyklopädie Kapitel Morisse; S.E.M.                          |
| MWF                     | Österreich-Ungarn      | Die Internationale Automobil-Enzyklopädie Kapitel MWF                                      |
| Noël Bénet              | Frankreich             | Die Internationale Automobil-Enzyklopädie Kapitel Noël-Benet                               |
| Noris                   | Deutschland            | Die Internationale Automobil-Enzyklopädie Kapitel Noris                                    |
| Orient                  | USA                    | Die Internationale Automobil-Enzyklopädie Kapitel Orient                                   |
| Ouzou                   | Frankreich             | Die Internationale Automobil-Enzyklopädie Kapitel Ouzou                                    |
| Panther                 | Deutschland            | Die Internationale Automobil-Enzyklopädie Kapitel Panther (I)                              |
| Papillon                | Frankreich             | Die Internationale Automobil-Enzyklopädie Kapitel Papillon                                 |
| Parisienne              | Frankreich             | Die Internationale Automobil-Enzyklopädie Kapitel Parisienne                               |
| Passy-Thellier          | Frankreich             | Die Internationale Automobil-Enzyklopädie Kapitel Passy-Thellier                           |
| Patria                  | Deutschland            | Die Internationale Automobil-Enzyklopädie Kapitel Patria (I)                               |
| Peerless                | USA                    | Die Internationale Automobil-Enzyklopädie Kapitel Peerless (I)                             |
| Pelham                  | Vereinigtes Königreich | Die Internationale Automobil-Enzyklopädie Kapitel Pelham                                   |
| Perfecta                | Frankreich             | [ 15 ]                                                                                     |
| Perfecta                | Italien                | [ 16 ]                                                                                     |
| Peugeot                 | Frankreich             | [ 6 ]                                                                                      |
| Phébus                  | Frankreich             | [ 6 ]                                                                                      |
| Phoenix                 | Vereinigtes Königreich | Die Internationale Automobil-Enzyklopädie Kapitel Phoenix (III)                            |
| Pieper                  | Belgien                | The Beaulieu Encyclopedia of the Automobile Seite 1227                                     |
| Pierce                  | USA                    | Die Internationale Automobil-Enzyklopädie Kapitel Pierce (I); Pierce-Arrow                 |
| Planet                  | Vereinigtes Königreich | Die Internationale Automobil-Enzyklopädie Kapitel Planet (I)                               |
| Pluton                  | Frankreich             | Die Internationale Automobil-Enzyklopädie Kapitel Pluton                                   |
| Prinetti & Stucchi      | Italien                | [ 17 ]                                                                                     |
| Progress                | Vereinigtes Königreich | Die Internationale Automobil-Enzyklopädie Kapitel Progress (I)                             |
| Prosper-Lambert         | Frankreich             | Die Internationale Automobil-Enzyklopädie Kapitel Prosper-Lambert                          |
| Prunel                  | Frankreich             | Die Internationale Automobil-Enzyklopädie Kapitel Prunel                                   |
| Puch                    | Österreich-Ungarn      | [ 18 ]                                                                                     |
| Quagliotti              | Italien                | [ 19 ]                                                                                     |
| Quinsler                | USA                    | Die Internationale Automobil-Enzyklopädie Kapitel Quinsler                                 |
| Regal                   | Frankreich             | Die Internationale Automobil-Enzyklopädie Kapitel Regal (I)                                |
| Renault                 | Frankreich             | Die Internationale Automobil-Enzyklopädie Kapitel Renault (I)                              |
| Rex-Simplex             | Deutschland            | Die Internationale Automobil-Enzyklopädie Kapitel Rex Simplex                              |
| Reyrol                  | Frankreich             | Die Internationale Automobil-Enzyklopädie Kapitel Reyrol                                   |
| Ridley                  | Vereinigtes Königreich | Die Internationale Automobil-Enzyklopädie Kapitel Ridley (I)                               |
| Rigal                   | Frankreich             | The Beaulieu Encyclopedia of the Automobile Seite 1334                                     |
| Riley                   | Vereinigtes Königreich | Die Internationale Automobil-Enzyklopädie Kapitel Riley                                    |
| Rochet                  | Frankreich             | [ 6 ]                                                                                      |
| Rochet Frères           | Frankreich             | Die Internationale Automobil-Enzyklopädie Kapitel Rochet Frères                            |
| Royal Enfield           | Vereinigtes Königreich | Die Internationale Automobil-Enzyklopädie Kapitel Enfield (I); Enfield-Alldays             |
| Saroléa                 | Belgien                | [ 20 ]                                                                                     |
| Sinpar                  | Frankreich             | Die Internationale Automobil-Enzyklopädie Kapitel Sinpar                                   |
| Sizaire-Naudin          | Frankreich             | Die Internationale Automobil-Enzyklopädie Kapitel Sizaire-Naudin                           |
| Sloane                  | Vereinigtes Königreich | The Beaulieu Encyclopedia of the Automobile Seite 1473                                     |
| Solidor                 | Deutschland            | Die Internationale Automobil-Enzyklopädie Kapitel Solidor                                  |
| Speed King              | Vereinigtes Königreich | Die Internationale Automobil-Enzyklopädie Kapitel Speed King                               |
| Speedwell               | Vereinigtes Königreich | Die Internationale Automobil-Enzyklopädie Kapitel Speedwell (I)                            |
| Spitz                   | Österreich-Ungarn      | Die Internationale Automobil-Enzyklopädie Kapitel Spitz                                    |
| Star                    | Vereinigtes Königreich | Die Internationale Automobil-Enzyklopädie Kapitel Star (I)                                 |
| Starling                | Vereinigtes Königreich | Die Internationale Automobil-Enzyklopädie Kapitel Star (I)                                 |
| Stella                  | Frankreich             | Die Internationale Automobil-Enzyklopädie Kapitel Stella (I)                               |
| Steudel                 | Deutschland            | Die Internationale Automobil-Enzyklopädie Kapitel Steudel                                  |
| Stirling                | Vereinigtes Königreich | Die Internationale Automobil-Enzyklopädie Kapitel Stirling (I)                             |
| Stokvis                 | Niederlande            | [ 21 ]                                                                                     |
| Sunbeam                 | Vereinigtes Königreich | Die Internationale Automobil-Enzyklopädie Kapitel Sunbeam, Sunbeam-Talbot                  |
| Tarrant                 | Australien             | Die Internationale Automobil-Enzyklopädie Kapitel Tarrant                                  |
| Taurinia                | Italien                | Die Internationale Automobil-Enzyklopädie Kapitel Taurinia                                 |
| Terrot                  | Frankreich             | Die Internationale Automobil-Enzyklopädie Kapitel Terrot                                   |
| Teste & Moret           | Frankreich             | Die Internationale Automobil-Enzyklopädie Kapitel Teste et Moret                           |
| Ulmann                  | Deutschland            | Die Internationale Automobil-Enzyklopädie Kapitel Ulmann                                   |
| Upton                   | USA                    | Die Internationale Automobil-Enzyklopädie Kapitel Upton (I)                                |
| Utile                   | Vereinigtes Königreich | [ 5 ]                                                                                      |
| Valkyrie                | Vereinigtes Königreich | Die Internationale Automobil-Enzyklopädie Kapitel Valkyrie (I)                             |
| Van Langendonck         | Belgien                | Die Internationale Automobil-Enzyklopädie Kapitel Van Langendonck                          |
| Victrix                 | Vereinigtes Königreich | Die Internationale Automobil-Enzyklopädie Kapitel Victrix (I)                              |
| Vinet                   | Frankreich             | Die Internationale Automobil-Enzyklopädie Kapitel Vinet                                    |
| Vivinus                 | Belgien                | Die Internationale Automobil-Enzyklopädie Kapitel Vivinus                                  |
| Vulpès                  | Frankreich             | Die Internationale Automobil-Enzyklopädie Kapitel Vulpès                                   |
| Wacheux                 | Frankreich             | Die Internationale Automobil-Enzyklopädie Kapitel Wacheux                                  |
| Waddington              | Vereinigtes Königreich | Die Internationale Automobil-Enzyklopädie Kapitel Waddington                               |
| Walleghem               | Belgien                | [ 22 ]                                                                                     |
| Warwick                 | USA                    | The Beaulieu Encyclopedia of the Automobile Seite 1724                                     |
| Waverley                | Vereinigtes Königreich | Die Internationale Automobil-Enzyklopädie Kapitel Waverley (II)                            |
| Werner                  | Frankreich             | Die Internationale Automobil-Enzyklopädie Kapitel Werner                                   |
| Westfalia               | Deutschland            | Die Internationale Automobil-Enzyklopädie Kapitel Westfalia (I)                            |
| Wheeler                 | USA                    | Die Internationale Automobil-Enzyklopädie Kapitel Wheeler                                  |
| Wolf                    | Vereinigtes Königreich | Die Internationale Automobil-Enzyklopädie Kapitel Wolf (I)                                 |
| Wyner                   | Österreich-Ungarn      | Die Internationale Automobil-Enzyklopädie Kapitel Wyner                                    |